# Broughton Moor
Broughton Moor è un villaggio con status di parrocchia civile dell'Inghilterra nord-occidentale, facente parte della contea della Cumbria e del distretto non metropolitano di Allerdale. L'intera parrocchia civile conta circa 800 abitanti.

## Geografia fisica
Broughton Moor si trova a pochi chilometri dalla costa che si affaccia sul Mare d'Irlanda, tra le località di Maryport e Cockermouth (rispettivamente a sud-est della prima e a nord-ovest della seconda).
Il solo villaggio occupa una superficie di 0,2645 km², mentre l'intera parrocchia civile occupa una superficie di 6,995 km².

## Storia
Fino agli anni novanta del XIX secolo, Broughton Moor faceva parte della parrocchia civile di Broughton, prima di diventare una parrocchia a sé stante.
Nel 1901, la parrocchia civile di Broughton Moor contava 901 abitanti.
Il 18 gennaio 1944, in una fabbrica di munizioni di Broughton Moor, si verificò un'esplosione che causò la mote di 11 persone.

## Monumenti e luoghi d'interesse

### Architetture religiose

#### Chiesa di San Columba
Principale edificio religioso di Broughton Moor è la chiesa dedicata a San Columba, realizzata nel 1901 su progetto dell'architetto W.D. Caröe.

## Società

### Evoluzione demografica
Al censimento del 2021, la parrocchia civile di Broughton Moor contava una popolazione pari a 820 abitanti, in maggioranza (428) di sesso femminile.
La popolazione al di sotto dei 18 anni era pari a 180 unità (di cui 95 erano i bambini al di sotto dei 10 anni), mentre la popolazione dai 65 anni in su era pari a 159 unità (di cui 48 erano le persone dagli 80 anni in su). Degli 820 abitanti totali, 806 sono quelli nativi del Regno Unito.
La parrocchia civile ha conosciuto un incremento demografico rispetto al rilevamento del 2011, quando contava 783 abitanti, e a quello del 2001, quando la parrocchia civile di Broughton Moor contava 726 abitanti.